# Les Serviteurs
Les Serviteurs est une pièce de théâtre de l'auteur dramatique français Jean-Luc Lagarce écrite en 1981 et enregistrée par France Culture la même année.

## Personnages
- La cuisinière
- La fille de cuisine, muette
- Le chauffeur
- La première femme de chambre
- La deuxième femme de chambre
- Le valet de chambre[2]

## Résumé
Les personnages, dans les sous-sol, fantasment la mort de leurs maîtres. Le spectateur ne sait pas si les maîtres sont vraiment morts, si ce sont des projets ou des rêves de cette main d’œuvre méprisée. Mais chacun, malgré tout, continue d'assurer sa fonction pour le bon ordre de marche de la maison,.

## Adaptations

### Mises en scènes
- 2005 : mise en scène Gislaine Drahy, Théâtre La Passerelle[4]
- 2004 : mise en scène Jacques Laurent, Théâtre Lino Ventura[5]

### Lectures
- 1981 : direction Bérangère Bonvoisin, France Culture[6]